# Ghent (jednostka osadnicza)
Ghent – jednostka osadnicza w Stanach Zjednoczonych, w stanie Nowy Jork, w hrabstwie Columbia.